# Gisela Hochuli

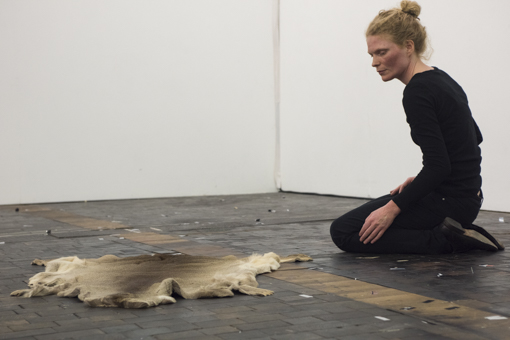
Gisela Hochuli während ihrer Performance „In Touch with M.O. – eine Auslese“ fotografiert von Eliane Rutishauser, Performance-Preis Schweiz, Le Commun/MAMCO, Genf (2014)

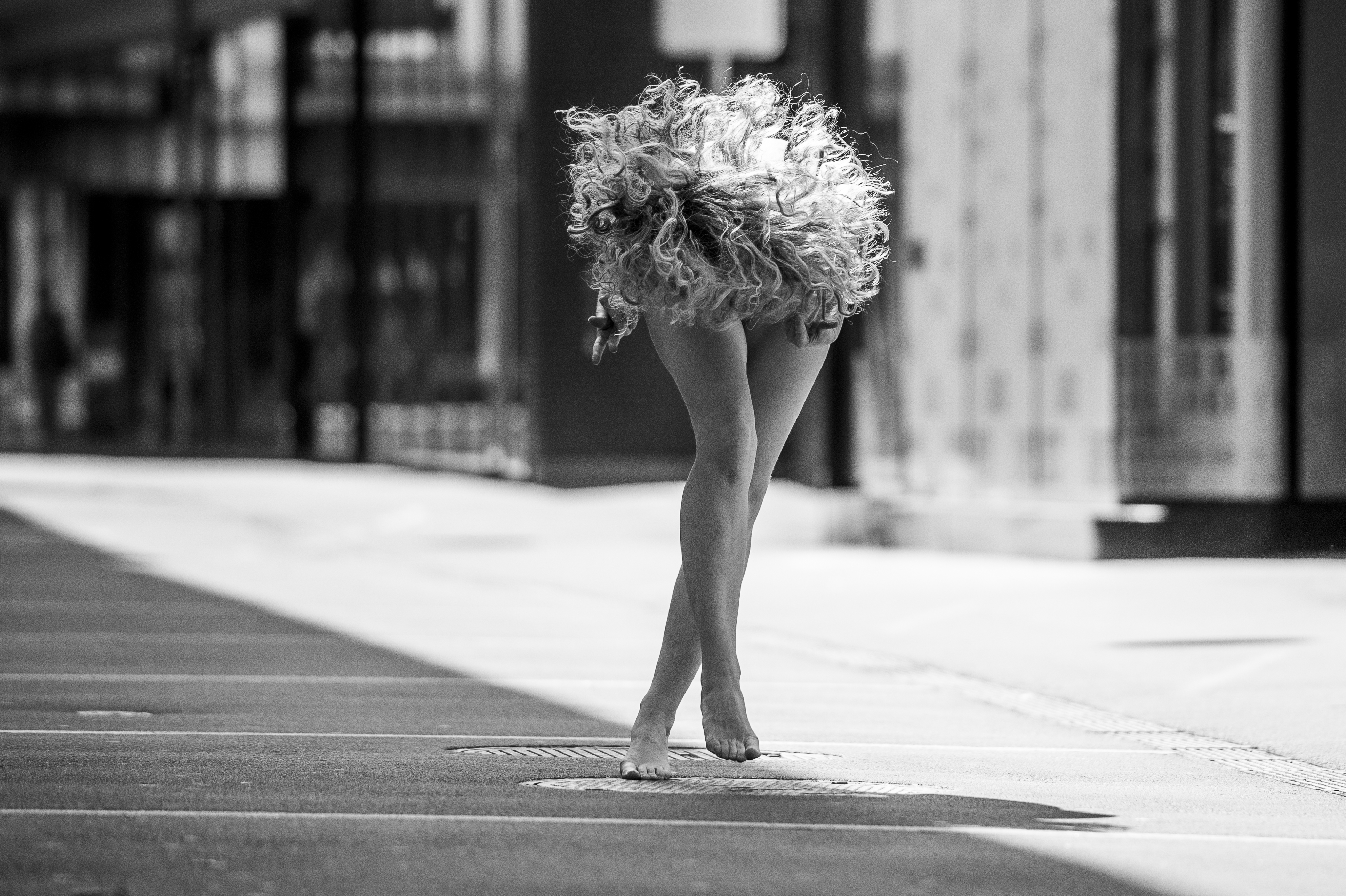
Performance mit dem Titel Being a Being von Gisela Hochuli, Festival Body and Freedom - naked performing in urban space, Biel (CH), 2015, Foto: Regina Jäger

Gisela Hochuli (* 1969) ist eine Schweizer Performancekünstlerin und Kuratorin. Sie gewann 2014 den Performancepreis Schweiz und erlangte internationale Bekanntheit durch ihre Teilnahme an Performance-Festivals in Asien, Südamerika, Nordafrika und Europa.

## Werdegang
Gisela Hochuli hat von 1990 bis 1996 Volkswirtschaft und Soziologie an der Universität Bern und anschließend, von 2001 bis 2005 Bildende Kunst an der Zürcher Hochschule der Künste studiert, wo Monica Klingler zu dieser Zeit Performance unterrichtete. Dort kam sie in Kontakt mit Performancegastdozenten wie Esther Ferrer und Boris Nieslony. Sie lernte mit dem einflussreichen Performancekunst Duo Monika Günther und Ruedi Schill Performancekunst, auch als Kunst der Handlung, erweitert kennen, die ihr auch Auftrittsmöglichkeiten bei dem, damals von diesen Akteuren veranstalteten, International Performance Festival Giswil boten. Sie zeigt seit 2002 ihre Arbeiten an nationalen und internationalen Performance Festivals in Asien, Südamerika, Nordafrika und Europa. Ihr Atelier hat sie im Kulturzentrum Progr in der Stadt Bern, wo sie auch veranstaltet. Sie organisiert und kuratiert Performance-Anlässe, wie die Progr Performance Plattform PPP in Bern, die parallel zum Bone Festival von Norbert Klassen, angeregt wurde, Kunst der Begegnung mit Boris Nieslony, Marianne Papst und Simone Etter in Basel und war 2017 Gastkuratorin bei dem polnischen Performance Festival Interakcje in Piotrków Trybunalski. 2017/18 ist sie als Künstlerin Teil des interinstitutionellen Ausstellungsprojektes Performance Process - 60Jahre Performancekunst in der Schweiz im Museum Tinguely, dem Centre Culturel Suisse in Paris und der Kunsthalle Basel. Ihre Solo-Performances zeigen eine festgelegte Struktur die ihre situativen Arbeiten stützt. Sie spielt mit dem Einbezug des eigenen Körpers, des Raumes, des Publikums sowie ortsspezifischer Materialien und Kontexte. «Für Gisela Hochuli ist die Performance die ideale Kunstform für den öffentlichen Raum. Mit ihrer Aktion «Autobiografie» hat sie sich an ihrem aargauischen Heimatort neu verortet und ihre Spurensuche erlebbar gemacht.» schreibt Magdalena Schindler 2016 in der Kunst-Stafette #60 über Gisela Hochulis Arbeit. Und weiter veröffentlicht sie

„Ich arbeite gerne mit dem, was da ist – dem Naheliegenden. So arbeitete ich beispielsweise in Noseland mit meiner Herkunft, in Santiago de Chile mit einem grossen Palmenblatt, in China mit einem roten Tuch, in Münsingen mit Aarewasser, in Helsiniki mit einem Stück gefrorenen Schnees und in Arrecife mit einer Baubrache.“

Ein wichtiger Teil ihrer Arbeit sind Improvisationen wie in der Musik übliche Jam-Sessions, mit weiteren Performern und Performerinnen, die Open Sessions oder Open Source Sessions genannt werden. Dort geht es gerade um das ungeplante, momentbezogene Entwickeln von Handlungen, Aktionen und Interventionen. Was geschieht, unterliegt dem Prozess, ist abhängig von jeder/jedem und kommt als Ganzes in Erscheinung. Sie produziert auch Videodokumentationen über Performanceschaffende und zu Performance Art, 2005 Das Wesen der Performance Art, in 2010 erschien die Dokumentation der Performance Landvermessen eine 16-tägige Performancetour in 2010 durch Meiringen, Luzern, Zürich und Basel, und ein Porträt der Performanceformation Black Market international. Sie ist 2012 Mitherausgeberin des Berner Almanach Performance und ein Interview von ihr mit Norbert Klassen erschien 2015 unter dem Titel Warum applaudiert ihr nicht?. Sie ist Mitbegründerin des Schweizer-Performance-Netzwerks PANCH. Sie lebt und arbeitet in Bern und Ruppoldsried.

## Performances und Aktionen (Auswahl)
2005
- Drei Stücke, Bekanntmachungen, Kunsthalle Zürich, Schweiz[27]
- Global Research, IMPEX, Kaskadenkondensator Basel, Schweiz[28]

2006
- Das Palmenblatt, 1era Bienal Internacional de Performance[29], DEFORMES 2006, Santiago de Chile, Chile[27]
- Drei Stücke, Migma Performance Tage, Luzern, Schweiz[30]

2007
- unvorhergesehenes, Kulturpalast Wedding Int., Berlin, Deutschland[31]
- Import Export, Liste, Kaskadenkondensator Basel, Schweiz[32]
- Erst April Scherzperformance, Kunstpanorama Luzern (Teil der Kunsthalle) und PPProgr, Bern, Schweiz[16]

2008
- A,B,C,... Variations, Flat Performance, Kairo, Ägypten
- Red Flag, The 6th DaDao Live Art Festival, Rain Gallery, 798 Art Zone, Peking, China[33]
- Performance, First International Live Art Festival, Chengdu, China,  Int. Performance Art Festival, Xi‘An, China[34]
- Was ist Sport?, Kunstexpander Aarau, Schweiz[35]
- 4x eine Kerze lang, Int. Performancefestival Giswil, Schweiz[36]
- Performance, Festival Momentum, Brüssel, Belgien[37]

2009
- Zwei in eins, Die Kunst der Begegnung, Performance-Festival mit Schweizer&Indonesischen Performern, öffentlicher Raum und Kaskadenkondensator, Basel, Schweiz[38][39]
- Mitperformerin bei ta, te, ti, to, tu von Esther Ferrer, Performance Saga, Basel, Schweiz[40]

2010
- a special cooperation mit Barbara Sturm und Boris Nieslony, Volksbühne, Berlin, Deutschland
- Landvermessen, Meiringen, Luzern, Basel und Zürich, Schweiz[41]

2011
- About nothing and red cloth, Making up–tearing down, the 6th edition of TINA B. Prague Contemporary, Art Festival, Prag, Tschechien[42]
- Art of Encountering/Kunst der Begegnung, Kaskadenkondensator, Basel, Schweiz[43]
- archiv performativ, Ausstellungsraum Klingenthal, Basel, Schweiz[44]
- Pasar un Rato, Festival „lo que lleva el viento“, Lanzarote[45]

2012
- about nothing, BONE Festival, Bern, Schweiz[46]
- Snowpiece, New Art Contact, Galleria Augusta, Suomenlinna, Helsinki, Finland[47]

2013
- The Alphabet, The cup, Dimanche Rouge, Tallinn, Estland & Helsinki, Finnland[48]
- white, Performance Reihe Neu-Oerlikon, Schweiz[49]
- In touch with M.O., act_on Jubiläum, Kaserne Basel, 12th internationale Performance Art, Giswil,omodachi-friends-amis, Biel,  Schweiz[50]

2014
- Conference, Teatro Out Off, Mailand, Italien[51]
- Autobiografie II, FWD, Noseland[52],  Schöftland, Schweiz[18]
- In touch with M.O.,Performance Preis Schweiz, Le Commun/MAMCO, Genf, Schweiz[53]

2015
- PerformanceProcess, Centre Culturel Suisse, Paris, Frankreich[1]
- Being a Being, Body and Freedom Festival,[54][55] Schweiz[29]
- Good Morning Zurich, Der längste Tag, Zürich, Schweiz[56]

2016
- 100 DADA II, Emily Harvey Foundation, New York, USA[57]
- Autobiographie III, Progr Bern, Schweiz[58]
- Kollaboration, The Gathering, Bern, Schweiz[59]
- In touch with M.O.,Piotrkow Trybunalski, Polen

2017
- In touch with M.O., Museum Tinguely, Basel, Schweiz[60]
- Ohne Titel I, BONE 20 Jahr Jubiläum, Schlachthaus Bern, Schweiz[61]
- Ohne Titel II, Acción!MAD, Madrid, Spanien[62]
- Ohne Titel I, Interakcje, Piotrkow Trybunalski, Polen[63]
- About Value, GUYU Performance Art Festival, Xi’an, China[64]
- Art of Encountering/Kunst der Begegnung, Kaskadenkondensator, Basel, Schweiz

2018
- Ohne Titel II und Es wäre möglich, es könnte auch anders sein, mit Marc Schaffroth, la république géniale, Kunstmuseum Bern, Schweiz[65]
- Das rote Tuch, 8th Konteksty - International Sokolovsko Festival of Ephemeral Art,Polen[66]
- Performance Fotografie, Kasko, LISTE Art Fair, Basel, Schweiz
- Grope, Festival Contenedores, Sevilla, Spanien
- Kollaboration, The Gathering, Neoscope, Kunsthaus Zofingen, Schweiz
- in touch with M.O., Piotrokow Tribunalski, Polen

2019
- 5–6 Handlungen, Off-Space Satellit, Thun, Schweiz
- Kollaboration, PAErsche, Strom im Vagus, alte Aufzugsfabrik Ehrenfeld, Köln, Deutschland[67]
- In touch with R.H., Museum Tinguely, Basel, Schweiz
- Ein Versuch, 20th Open International Performance Art Festival, Kaskadenkondensator, Basel, Schweiz[68]
- Kollaboration, The Gathering – Performancereihe Neu-Oerlikon, Oerliker-Park, Schweiz[69][70]
- Ohne Titel I, Extra!, Festival Internacional de Performance, Mexiko-Stadt, Mexiko[71]
- Anleitungen, Eile mit Weile – Zeit für Performance. akku Kunstplattform und (ort), Emmenbrücke, Schweiz[72]

2020
- I Feel, partout – Platform for international Performance Art, Arsenic Lausanne und Kaserne Basel, Schweiz[73]
- Towels, im Park vom Museum Burghalde, Lenzburg, Schweiz[74]
- Kollaboration, The Gathering, Kunst im Depot, Winterthur, Schweiz[75]
- Tisch, Holz, Teppich, Must or Not, Kaskadenkondensator, Basel, Schweiz[76]
- Masked Walk, Rare window 2, unwrap the present, Progr, Bern, Schweiz[77]

2021
- Performance In Strange Hands, Performance Conservation: Performance: The Ethics and the Politics of Care — # 1. Mapping the Field, online Konferenz, Bern[78]

2022
- Performance In touch with some P’s  in der Ausstellung «Im Kreislauf der Kunst» von Dominik Lipp, Kunstraum Aarau, in der Ausstellung Bang, Bang, revolving Histori:es, Museum Tinguely, Basel und bei Unwrap The Present, Progr, Bern, Schweiz
- Performance, The Gathering, Museum Tinguely, PANCH, Basel, Schweiz
- Performance Reihe Neu-Oerlikon, kuratiert von Maricruz Peñaloza, Markus Goessi und Gisela Hochuli, Oerliker Park, Neu-Oerlikon, Schweiz
- Performance Gisela Hochuli und Benjamin Sunarjo, im Rahmen der Ausstellung von Thomas Samuel Jacobi, S11 Künstlerhaus, Solothurn, Schweiz
- Performance, Equinox, Parco, Valencià, Spanien
- Performance I feel, Institut Valencià d’Art Modern, Valencià, Spanien
- Performances Palmenblatt und Ton, Ton, Kunstmuseum Basel, Abend der Donatoren, Basel, Schweiz

2023
- Performance Equinox mit Dominik Lipp und Bruno Schlatter, Scherzer Weiher, Birr, Schweiz
- Performance in touch with some P’s, im Rahmen der Ausstellung von Carola Willbrand, Kunstmuseum Villa Zanders, Bergisch Gladbach, Deutschland
- Performance, The Gathering, Foyer Public, Theater Basel, Schweiz und Kammgarn, Schaffhausen, Schweiz
- Performance und Ausstellung, Doce em Diciembre – Brazil Edition, Casa Franca – Brasil, Rio de Janeiro, Brasilien[79]

## Veröffentlichungen
- 2005: Das Wesen der Performance Art, Regie und Produktion: Gisela Hochuli, Bern, Verlag, Selle Film GmbH[21]
- 2010: Landvermessen: [a special walk performance-episode]: 3–19 September 2010, Meiringen, Lucerne, Zurich, Basel[22]
- 2012: Berner Performance Almanach, Gisela Hochuli, Konrad Tobler (Hrsg.), Edition Atelier Bern, ISBN 978-3-9523742-7-6[24]
- 2013: Black Market International, Video, DVD, liveartwork editions, London[23]
- 2015: Being a being II: Artransit, Viavai, Teatro San Materno Ascona (CH), von Gisela Hochuli, Schweiz[80]
- 2015: Warum applaudiert ihr nicht? Interview  Gisela Hochuli mit Norbert Klassen, Stämpfli Verlag[25][81]